# Anni 650
Gli anni 650 sono il decennio che comprende gli anni dal 650 al 659 inclusi.

## Eventi, invenzioni e scoperte

### Europa

#### Regno Franco
- 656: Morte di Sigeberto III. Gli succede Childeberto l'Adottato come re di Austrasia.
- 658: Morte di Clodoveo II. Gli succede Clotario III come re di Neustria e Borgogna.

#### Regno Longobardo

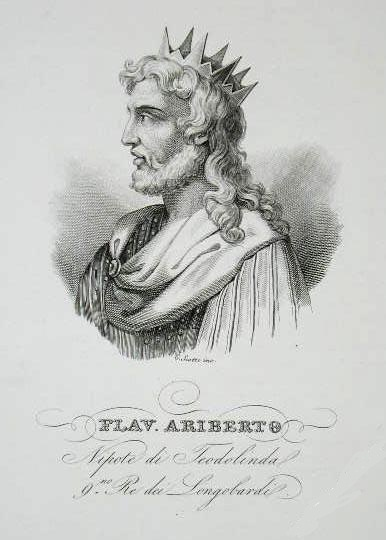
Ritratto immaginario di Ariperto I in un'incisione ottocentesca

- 652: Morte di Rotari, gli succede Rodoaldo, che però viene ucciso da un soldato a cui aveva violentato la moglie.
- 653: I duchi longobardi eleggono come re Ariperto I.
- 657: Ariperto I fonda la chiesa di San Salvatore a Pavia.

#### Impero romano d'Oriente
- 654: Fallito tentativo di riconquistare l'Armenia. Viene inoltre persa l'Isola di Rodi, conquistata dagli arabi.
- 659: Gli Slavi invadono la Grecia. Nello stesso anno, Costante II firma una pace con il Califfato dei Rashidun.

#### Regno dei Visigoti
- 653: Morte di Chindasvindo. Diventa re Reccesvindo.

### Asia

#### Califfato dei Rashidun
- 659: Dopo diversi scontri con i bizantini, viene firmata la pace con l'Impero romano d'Oriente.

### Altro

#### Religione
- 16 settembre 655: Morte di Papa Martino. Diventa papa Eugenio I.
- 2 giugno 657: Morte di Papa Eugenio I.
- 30 luglio 657: Diventa papa Vitaliano.

## Personaggi
- Costante II, imperatore bizantino
- Rotari, re dei longobardi
- Ariperto I, re dei longobardi